# FK Kareda Kaunas
Maillots
Le FK Kareda Kaunas est un club lituanien de football fondé en 1935 et aujourd'hui disparu. 
Fondé dans la ville de Siauliai, il est déplacé en 2000 à Kaunas avant de disparaître en 2003. 
Le club a dominé le football lituanien durant la fin des années 1990 avec 2 titres de champions en 1997 et 1998 et 2 Coupes de Lituanie en 1996 et 1999.

## Historique
- 1935 : fondation du club à Siauliai sous le nom de Kareda Siauliai
- 1995 : le club est renommé Kareda-Sakalas Siauliai
- 2000 : le club est déplacé à Kaunas et renommé FK Kareda Kaunas
- 2003 : le club est dissous

## Bilan sportif

### Palmarès
- Championnat de Lituanie de football (4)
  - Champion : 1969, 1977, 1997, 1998
  - Vice-champion : 1966, 1978, 1996, 1999

- Coupe de Lituanie de football (3)
  - Vainqueur : 1974, 1996, 1999
  - Finaliste : 1975

- Supercoupe de Lituanie de football (1)
  - Vainqueur : 1996
  - Finaliste : 1998

### Bilan européen
Note : dans les résultats ci-dessous, le score du club est toujours donné en premier.
| Saison    | Compétition         | Tour              | Club                  | Domicile | Extérieur | Total  |
| --------- | ------------------- | ----------------- | --------------------- | -------- | --------- | ------ |
| 1996-1997 | Coupe des coupes    | Tour préliminaire | FC Sion               | 0 - 0    | 2 - 4     | 2 - 4  |
| 1997-1998 | Ligue des champions | Premier tour Q    | Anórthosis Famagouste | 1 - 1    | 0 - 3     | 1 - 4  |
| 1998-1999 | Ligue des champions | Premier tour Q    | NK Maribor            | 0 - 3    | 0 - 1     | 0 - 4  |
| 1999-2000 | Coupe UEFA          | Tour préliminaire | Olimpija Ljubljana    | 2 - 2    | 1 - 1     | 3 - 3E |

Légende
- Victoire ou qualification pour le tour suivant
- Match nul
- Défaite ou élimination de la compétition

## Maillots
- Domicile : Jaune et noir (2007/2008).
- Extérieur : Noir (2007/2008).

| 2007/2008 (D) | 2007/2008 (E) |

## Personnalités du club

### Entraîneurs
- Virginijus Liubšys (lt) (1995)
- Algimantas Liubinskas (en) (1995-1997)
- Šenderis Giršovičius (lt) (1997-1998)
- Aleksandr Piskariov (février 1998-juin 1999)
- Valdemaras Martinkėnas (en) (1999)

### Anciens joueurs
- Vidas Dancenka
- Arturas Fomenka
- Tadas Graziunas
- Tomas Kancelskis
- Igoris Kirilovas
- Darius Maciulevicius
- Darius Magdisauskas
- Saulius Mikalajunas
- Stasys Paberzis
- Igoris Pankratjevas
- Remigijus Pocius
- Igoris Stukalinas
- Irmantas Stumbrys
- Tomas Ziukas
- Zilvinas Zudys
- Egidijus Zukauskas
- Audrius Zuta
- Vaidas Žutautas
- Rimantas Zvingilas